# AQL
AQL (Acceptable Quality Level) var ett begrepp som togs fram under mitten av 1900-talet för att som en del kvalitetskontroller bestämma när utfallet i ett provurval indikerade att hela produktgruppen kunde godkännas eller ej.
Med AQL-tabeller fastställdes utifrån AQL nivån och urvalets storlek hur många defekta produkter som kunde accepteras